# Partidul Poporului Conservator din Estonia
Partidul Poporului Conservator din Estonia (în estonă Eesti Konservatiivne Rahvaerakond; EKRE) este un partid de dreapta din Estonia. Liderul partidului este Mart Helme.
EKRE cooperează și menține relații cu mai multe organizații politice din străinǎtate. În special, Alianța Națională din Letonia.